# The Best of the Wailers
Albums de The Wailers
Soul Revolution Part II
(1970) Catch A Fire
(1972)
The Best of the Wailers est un album regroupant dix morceaux enregistrés par les Wailers (Bob Marley, Peter Tosh, Bunny Livingston) pour Leslie Kong en mai 1970.
Kong avait renvoyé les Wailers au bout d'un mois car leurs singles, qu'il produisait, n'avaient aucun succès. Un an plus tard, alors qu'ils deviennent des stars en Jamaïque grâce au tube Trench Town Rock, il décide de rééditer ces morceaux sous forme d'album.

## Titres
Face A
1. Soul Shake Down Party (Marley)
2. Stop The Train (Tosh)
3. Caution (Marley)
4. Soul Captives (Marley)
5. Go Tell It On The Mountain (trad)

Face B
1. Can't You See (Tosh)
2. Soon Come (Tosh)
3. Cheer Up (Marley)
4. Back Out (Marley/Livingston)
5. Do It Twice (Marley)

Bonus tracks sur la version remasterisée de 2004
1. Soul Shakedown Party (Version) 3:05
2. Soon Come (Version) 2:23

## Musiciens
Beverley's All Stars:
- Gladstone Anderson – piano
- Winston Wright – orgue
- Paul Douglas – batterie
- Jackie Jackson – guitare basse
- Lloyd Parks – guitare basse
- Hux Brown – guitare
- Rad Bryan – guitare
- Lynn Taitt – guitare
- Aston Barrett – guitare basse
- Carlton Barrett – batterie
- Mikey « Boo » Richards – batterie

## Anecdote
Lorsque Leslie Kong annonce aux Wailers qu’il va profiter du succès de Trench Town Rock pour compiler les titres qu’ils ont enregistrés pour lui un an auparavant sur un LP intitulé The Best of the Wailers, Bunny entre dans une colère noire et lui prédit une mort certaine. Le disque sort le 2 août 1971. Le 9 août, Kong meurt d’une crise cardiaque.